# Channapura, Alur
Channapura là một làng thuộc tehsil Alur, huyện Hassan, bang Karnataka, Ấn Độ.